# Jamie Rowe
Earl Wilson Rowe, Jr. (7 de abril de 1970) es el cantante de la legendaria banda de rock cristiano Guardian. Es también vocalista de la banda de Power Pop, The Ruled. Su carrera discográfica comenzó con su banda, Tempest.
A Finales de 1980 Jamie Rowe y su Hermano Mikk Rowe fundaron la Ex-Banda de Glam Metal cristiano, Tempest. Su álbum debut, A Coming Storm fue lanzado en 1987 bajo el sello de Pure Metal Records. Las letras de este disco contienen un directo mensaje cristiano.
Tempest grabó su segundo y último álbum The Eye Of The Storm bajo el sello de Pure Metal Records en 1988. Después de algunos problemas en la banda, Tempest se disolvió en 1990.
Después de Tempest, Jamie se unió a la banda Guardián de Los Ángeles. Guardian se convirtió en una de las bandas más exitosas de la música cristiana en los 90´s. Fue llegado a conocer como su principal compositor y su vocalista.
En el 2000, Jamie se unió a  Vic Rivera, Scott Miller y Scott Novello para formar Adriangale, una banda de rock melódico con un estilo similar al de Guardian. La banda lanzó cuatro álbumes de estudio y un álbum en vivo antes que los problemas con la compañía discográfica de la banda les obligó a dejar el nombre atrás. El nuevo grupo, conocido ahora como Crunch (también el título del álbum de estudio de Adriangale cuarto y último), tenía planes para grabar un nuevo álbum en 2010.
También además de Guardian Jamie Ha Lanzado álbumes en solitario y con otras bandas y proyectos alternativos.

## Discografía
Tempest
- A Coming Storm (1987)
- Eye Of The Storm (1989)

Guardian
- Fire and Love (1990)
- Miracle Mile (1993)
- Swing, Swang, Swung (1994)
- Buzz (1995)
- Nunca te dire adiós (1995)
- Bottle Rocket (1997)
- Promesa (1997)
- Dime (2001)
- House of Guardian: Volume 1 EP (Solo para descarga digital) (2007)
- Rockin' In The Free World Single (Solo para descarga digital) (2010)
- Three To Get Ready EP (Solo para descarga digital) (2011)
- The Cat Starter Project (coming soon thru Kickstarter.com) (2012)

Solista
- The Beautiful EP (1999)
- Peppermint Daisy Music (2000)
- Songs for Heaven and Earth (2004)
- Shelter Me Single (Solo para descarga digital) (2007)
- Just Remember I Love You Single (Solo para descarga digital) (2011)

Adriangale
- Feel the Fire (2000)
- Under the Hood (2001)
- Re:Program (2002)
- Live Program (2003)
- Crunch (2004)

Crunch
- Starting Over EP (2007)
- Starting Over: Live at Firefest(2007)
- Second Time Around EP 2010)

London Calling
- The New Sensation (2003)
- You're So Lucky (2004)

- Datos: Q9010745
- Multimedia: Jamie Rowe / Q9010745